# 체부라시카

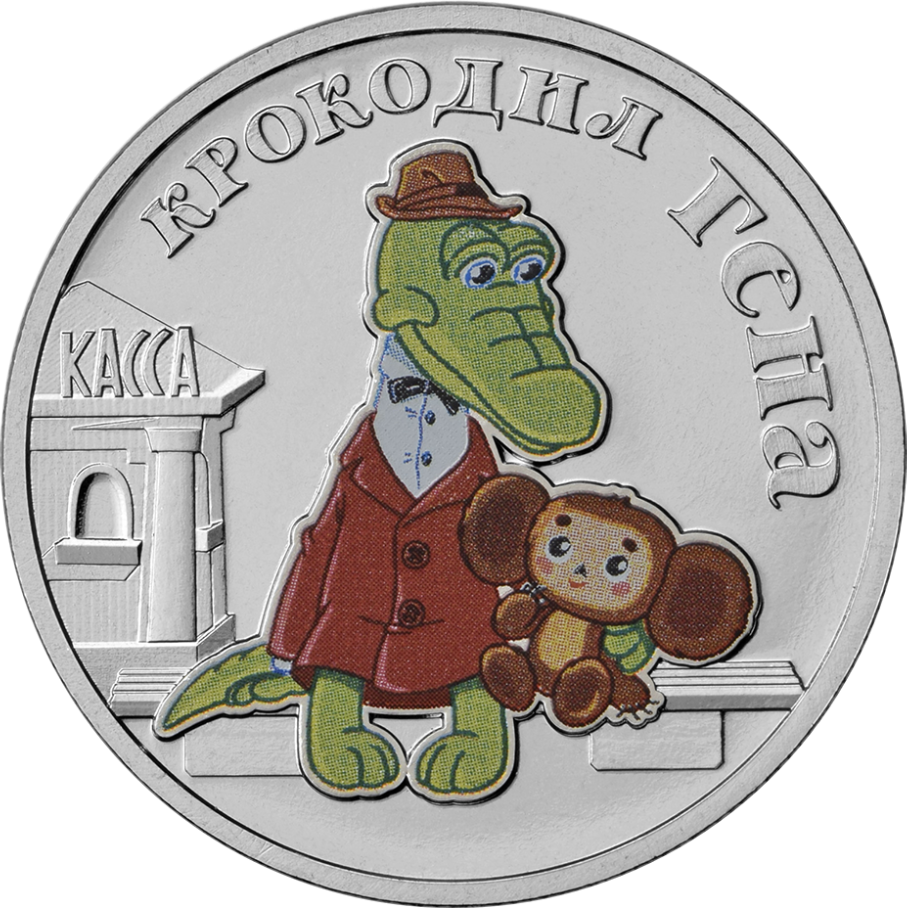

체부라시카(러시아어: Чебурашка)는 러시아의 아동 문학 작가 예두아르트 우스펜스키의 그림책 Крокодил Гена에 등장하는 캐릭터이다.